# 5394 Jurgens
5394 Jurgens eller 1986 EZ1 är en asteroid i huvudbältet som upptäcktes den 6 mars 1986 av den amerikanske astronomen Edward L.G. Bowell vid Anderson Mesa Station. Den är uppkallad efter astronomen Raymond F. Jurgens.
Asteroiden har en diameter på ungefär 4 kilometer och den tillhör asteroidgruppen Nysa.